# Giuseppe Gibilisco (politico)
Giuseppe Luigi Gibilisco (Varese, 15 febbraio 1947) è un politico italiano.

## Biografia
Esponente della Democrazia Cristiana a Varese, fu assessore e poi sindaco della città dal 1978 al 1985. Sedette al Consiglio regionale della Lombardia dal 1985 al 1990, e di nuovo dal 1992 al 1995. Fu anche consigliere nel comune di Cugliate-Fabiasco.
Vicino agli ambienti cattolici e membro di Comunione e Liberazione, è ricordato per aver promosso la visita di papa Giovanni Paolo II a Varese il 2 novembre 1984, e per il suo legame con Renato Guttuso.